# Cossetània
Cossetània Edicions es una editorial con sede en Valls, provincia de Tarragona, que se fundó en 1996.
A pesar de que la editorial tiene un carácter generalista, destacan en su catálogo colecciones como Azimut (guías de excursiones), El Cullerot (libros de cocina), Memòria del segle XX (libros de historia), L'Aixecador ( libros de temática castellera), La Creu de Terme (monografías locales), Notes de color (narrativa), Prisma (ensayo), entre otras. En el año 2008 ha iniciado la Biblioteca Narcís Oller donde se publicará toda la obra de este autor y la colección Biblioteca de Tots Colors, dedicada a clásicos catalanes. La editorial cuenta con un catálogo de cerca de 600 títulos.
Algunos de los autores que han publicado libros con Cossetània son: Remei Ribas, Mariona Cuadrada, Rafael Vallbona, Pere Tàpias, Francesc Murgadas, Jaume Fàbrega, Eliana Thibaut i Comelada, Joaquim Roglan, Jaume Grau, Josep Bargalló, Teresa Pàmies, Artur Bladé, Margarida Aritzeta, Jordi Cervera, Lluís Gavaldà, Joan Reig, Martí Gironell, Josep Lluís Carod-Rovira, Xavier Graset, Ramon Alcoberro, Zoraida Burgos i Matheu, Klaus-Jürgen Nagel, Albert Vilas,  Celdoni Fonoll o Jaume Mestres, entre otros.